# Acțiunea „Autobuzul” (film)
Acțiunea „Autobuzul” este un film de acțiune românesc din 1978, regizat de Virgil Calotescu. Rolurile principale sunt interpretate de Gheorghe Dinică, Irina Petrescu, Mircea Albulescu, Ion Dichiseanu, Vistrian Roman și Silviu Stănculescu.
Acțiunea filmului are loc în Munții Făgăraș în anul 1950. Un agent străin pe nume Marius Mardopol este parașutat pe teritoriul României socialiste pentru a scoate din țară șapte luptători anticomuniști conduși de un fost ofițer poreclit „Baronul”. Crezând că agentul a renunțat la misiune, Securitatea trimite un ofițer sub acoperire care să se dea drept Mardopol și să contribuie la prinderea grupului. Situația se complică odată cu apariția adevăratului Mardopol, grupul de rezistență nereușind să-și dea seama care dintre cei doi agenți de legătură este cel fals. Singura lor soluție este să părăsească ascunzătoarea din munți cu un autobuz local pe care amenință să-l arunce în aer cu pasageri cu tot. Printre pasagerii din autobuz se aflau însă și ofițeri de securitate deghizați. În final, cei șapte membri ai grupului sunt capturați.

## Rezumat
Refugiat în Europa de Vest după cel de-al Doilea Război Mondial, „Patronul” (Nicolae Secăreanu) îl trimite în anul 1950 în România pe Marius Mardopol (Silviu Stănculescu) pentru a-i aduce vii și nevătămați șapte luptători pentru rezistență din Munții Făgăraș. La doi dintre aceștia se află o parte din cifrul seifului elvețian unde au fost depuse documentele de care avea nevoie patronul: planurile prospecțiilor petrolifere de pe fostele sale terenuri și lista rețelei de agenți stabilită de Canaris. A treia parte a cifrului se afla la patron. Mardopol urmează să primească pentru aceasta o recompensă de o jumătate de milion de dolari.
Mardopol pleacă în noaptea următoare cu un avion din care urma să fie parașutat într-un loc stabilit anterior de pe teritoriul României, el urmând a fi așteptat și adăpostit de țăranul Martin Marin din Adânca. Patronul îl trimite cu el pe omul său de încredere, Willy Cristodulo (Jean Lorin Florescu), pentru a-l supraveghea. Mardopol îl împinge din avion pe Willy la locul stabilit, iar Securitatea, informată de țăranul Martin Marin din Adânca (care fusese arestat), îl capturează. Willy este anchetat de colonelul de securitate Popa (Mircea Albulescu), care lucrase cu ani în urmă la rafinăria patronată de Willy și fusese condamnat după greva petroliștilor din 1933 la câțiva ani de închisoare. Crezând că Mardopol îl trădase pe patron și fugise cu banii, Willy îi dezvăluie colonelului planul de scoatere din țară a grupării de rezistență din munți. Cei șapte luptători anticomuniști urmau să fie îmbarcați pe vasul Paloma, care staționa în port câteva zile pentru niște pretinse lucrări de reparații.
Pentru a pune mâna pe „bandiți”, colonelul apelează la ofițerul Marius (Ion Dichiseanu), care studia dosarul de un an. Grupul de rezistență era format din următorii: Armand Râpeanu zis „Baronul” (Gheorghe Dinică), fost ofițer de carieră cu studii la Academia Militară de la St. Cyr (Franța) și care comandase în război o unitate specială de geniu; frații Ludovic (Costel Constantin) și Dominique Franga (Irina Petrescu), nepoții patronului; Andrei Baltazar zis „Antenă” (Vistrian Roman), omul de legătură al grupului; Matei Papilian (Dumitru Rucăreanu), Iamă (Gheorghe Pătru) și Năsălie (Aurel Giurumia), considerați de colonel ca fiind „teroriști de duzină”.
Profitând de faptul că „bandiții” nu știau că Mardopol fugise cu banii și că Willy fusese prins, ofițerul Marius este trimis la Cabana Doi Pomi pentru a se întâlni cu Antenă și a se da drept Marius Mardopol. El are sarcina de a se infiltra în grupul Baronului. Înainte însă, Antenă este abordat de adevăratul Mardopol care-i spune parola. Acesta se parașutase la câțiva km de locul în care a aterizat forțat Willy. Apariția unui al doilea Mardopol îl surprinde pe Baltazar, care crede că unul dintre ei este securist. Antenă pornește cu amândoi la peștera unde se afla ascunzătoarea Baronului. Supuși unor interogatorii, ambii Mardopoli le trec cu brio. În prima noapte, cei doi se bat între ei, iar aparatul de emisie-recepție este distrus. Bandiții apelează la un student de la Politehnică, care se rătăcise prin pădure împreună cu logodnica sa, pentru a le repara aparatul, dar băiatul, dându-și seama despre ce fel de aparat este vorba, refuză să-i ajute pretextând că îi lipsesc câteva piese. Baronul dispune lichidarea celor doi, dar Dominique îi ajută să scape. În acest timp, disputa între cei doi Mardopoli crește în intensitate, iar adevăratul Mardopol este împușcat de Năsălie.
Securitatea stabilește mai multe planuri de prindere a bandiților, ofițerul infiltrat propunând varianta călătoriei acestora cu un autobuz local. În acest sens, căpitanul Valentin este detașat ca șofer pe autobuz, iar securista Amalia pe post de casieriță. Printre călători sunt detașați securiști neînarmați în haine civile printre care și colonelul. Singurele persoane înarmate sunt securistele Olimpia și Tanța, deghizate în călugărițe.
Bandiții discută între ei cu privire la drumul pe care să plece. Gândindu-se că nu vor putea ajunge până seara la Valea Ursului, un loc singur unde ar putea să înnopteze, Antenă le propune să plece cu autobuzul local deghizați în țărani. Baronul concepe un plan de călătorie la Valea Ursului cu autobuzul, fiecare dintre bandiți primind câte o grenadă cu care să amenințe că vor arunca autobuzul în aer dacă vor fi atacați de securitate. Cei opt urcă în mijlocul de transport în grupuri, din stații diferite. Intervenția Securității este amânată de urcarea în autobuz a unei clase de elevi, apoi de cea a unei familii de țigani (interpretați de Jean Constantin și Draga Olteanu-Matei) și de cea a unui țăran a cărei soție urma să nască. În cele din urmă, în autobuz urcă un plutonier de miliție (Colea Răutu) care-l recunoaște pe Matei. Dându-și seama că planul este în pericol, colonelul dă semnalul începerii acțiunii. Securiștii îi imobilizează rapid pe bandiți și le iau grenadele, apoi îi arestează.
Ajunși la sediul Securității, colonelul îl aduce pe Willy pentru a-l identifica pe Mardopol, dar fostul patron de rafinărie nu-l zărește printre cei arestați. Întrebați cine este șeful lor, bandiții îl indică pe falsul Mardopol, iar colonelul îi desface acestuia cătușele, dezvăluindu-le celorlalți că cel pe care îl credeau a fi Mardopol era în realitate un ofițer de securitate.

## Distribuție
- Gheorghe Dinică — Armand Râpeanu zis „Baronul”, fost ofițer, șeful bandiților
- Irina Petrescu — Dominique Franga, nepoata patronului și iubita Baronului
- Mircea Albulescu — colonelul de securitate Popa
- Ion Dichiseanu — ofițerul de securitate Marius, infiltrat ca „Marius Mardopol” în grupul bandiților
- Vistrian Roman — banditul Andrei Baltazar zis „Antenă”, omul de legătură al grupului
- Silviu Stănculescu — Marius Mardopol, agentul parașutat în munți
- Jean Constantin — țiganul
- Draga Olteanu-Matei — țiganca Vasilica
- Aurel Giurumia — banditul Năsălie
- Costel Constantin — banditul Ludovic Franga, nepotul patronului și fratele lui Dominique
- Dumitru Rucăreanu — banditul Matei Papilian
- Sorin Gheorghiu — căpitanul de securitate Valentin, deghizat ca șofer de autobuz
- Gheorghe Pătru — banditul Iamă
- Colea Răutu — plutonierul de miliție
- Mariana Calotescu — securista Amalia, deghizată în casieriță
- Ion Anghel — ofițerul de securitate Foma
- Aura Andrițoiu — securista Olimpia, deghizată în călugăriță
- Jean Lorin Florescu — Willy Cristodulo, omul de încredere al patronului
- Maria Ștefănescu
- Dumitru Dimitrie
- Nicolae Secăreanu — „Patronul”, fost proprietar al unei rafinării
- Ion Dinu
- Cezara Dafinescu — Ani, fiica patronului
- Constantin Bîrliba
- Aurelian Bănică
- Ștefan Georgescu
- Irina Răutu
- Constantin Fugașin — tânărul Nelu, student la Politehnică
- Nucu Păunescu — țăranul Martin Marin din Adânca, complice al bandiților
- Gheorghe Novac
- Mihai Soroțchi (menționat Mihai Soroțki)
- Alexandru Ștefănescu
- Nicolae Manolache

## Producție
Scenariul filmului a fost scris de Ioan Grigorescu, fiind achiziționat de casa de filme în august 1973. Sarcina realizării filmului i-a fost încredințată în 1974 regizorului Virgil Calotescu, care a finalizat decupajul în iarna dintre anii 1975 și 1976. Ministerul de Interne a avizat decupajul în februarie 1976. Varianta finală a suferit până la începutul anului 1977 o serie de refaceri și modificări.
Filmul a intrat în faza de producție la 21 martie 1977 cu titlul de lucru „Un autobuz pentru moarte”, un titlu alternativ fiind „Autobuzul”. Filmările au avut loc în perioada 27 iunie - 18 august 1977 și au durat 42 de zile, fiind realizate, în principal, la Câmpulung Muscel, pe valea Dâmboviței și a Dâmbovicioarei și în masivul Postăvarul. Filmul a fost vizionat de conducerea Consiliului Culturii și Educației Socialiste la 14 noiembrie 1977, fiind avizat. Copia standard a fost finalizată la 29 noiembrie 1977. Cheltuielile de producție s-au ridicat la 2.938.000 lei.
Filmul a fost realizat în studiourile Centrului de Producție Cinematografică București, cu concursul Ministerului de Interne. Pe post de consilier a fost folosit maiorul Mircea Gîndilă. Concepția regizorală formulată la 13 iulie 1976 de Virgil Calotescu a fost următoarea: „Dorim să demonstrăm cu acest film că fiecare cucerire a regimului democrat-popular în țara noastră s-a realizat în contextul unei lupte aprige împotriva dușmanilor dinăuntru și din afară, că pentru apărarea și consolidarea apărărilor socialiste a fost nevoie de luptă și eroism, de inteligență și fermitate partinică.”
În secvențele de început ale filmului se specifică următoarele: „Inspirată dintr-un fapt real, acțiunea se petrece în anul 1950, undeva în Europa și undeva în România...”.

## Recepție
Filmul Acțiunea „Autobuzul” a fost vizionat de 4.730.969 de spectatori la cinematografele din România, după cum atestă o situație a numărului de spectatori înregistrat de filmele românești de la data premierei și până la data de 31.12.2006 alcătuită de Centrul Național al Cinematografiei.
Analizând acest film, Bujor T. Râpeanu a afirmat că tematica acestui film era „simptomatică la jumătatea anilor ’70 (în urma unei directive programatice venite de la înalt nivel)”, ea având menirea „să calomnieze memoria celor care nu pieriseră din conștiința colectivă, ca singurii opozanți deschiși ai regimului, și, mai ales, să înalțe un monument securiștilor violenți ai anilor ’40 – ’50”.
Criticul Tudor Caranfil a dat filmului o stea din cinci și a făcut următorul comentariu: „În anii '50, un grup terorist din munți, condus de „Baronul”, se trezește cu doi agenți de legătură, unul dintre ei fiind, în mod necesar, fals. Singura soluție pentru „ilegaliști” e să părăsească ascunzătoarea, folosindu-se de un autobuz local pe care amenință să-l arunce în aer cu pasageri cu tot. Filmul anticipează, în registru minor, secvența autobuzului din Balanța, realizată 15 ani mai târziu de Lucian Pintilie.”